# 윌리엄 말론

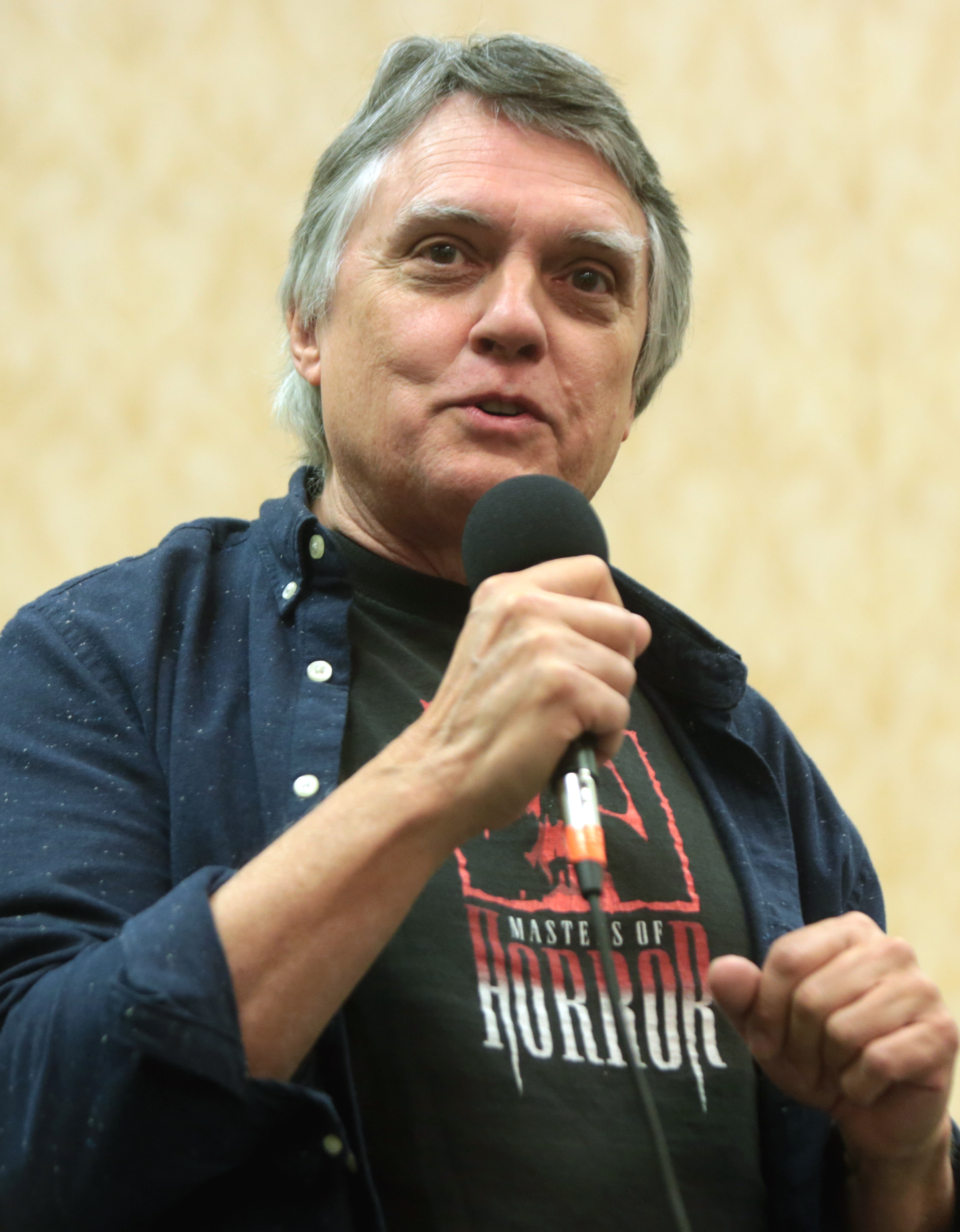
2016년 한 행사에서 발언 중인 멀론

윌리엄 멀론(William Malone, 1947년 ~ )은 미국의 공포 영화 제작자이다. 1999년 리메이크작 헌티드 힐, 스케어드 투 데스, 타이탄의 지배자, 피어닷컴 등 여러 영화를 감독했다.

## 참여 작품
- 스케어드 투 데스
- 타이탄의 지배자
- 헌티드 힐 (1999년 영화)
- 피어닷컴
- 마스터즈 오브 호러
- 파라솜니아

## 같이 보기
- 마스터즈 오브 호러